# Murkisträsket (Jokkmokks socken, Lappland, 736849-171419)
Murkisträsket är en sjö i Jokkmokks kommun i Lappland och ingår i Luleälvens huvudavrinningsområde. Murkisträsket ligger i Görjeån Natura 2000-område.